# Ню-Дордрехт
Ню-Дордрехт (нід. Nieuw-Dordrecht) — село в нідерландській провінції Дренте. Входить до муніципалітету Еммен.
Його площа становить 8,31 км², а населення станом на 2021 рік складало 2 080 осіб.

## Галерея

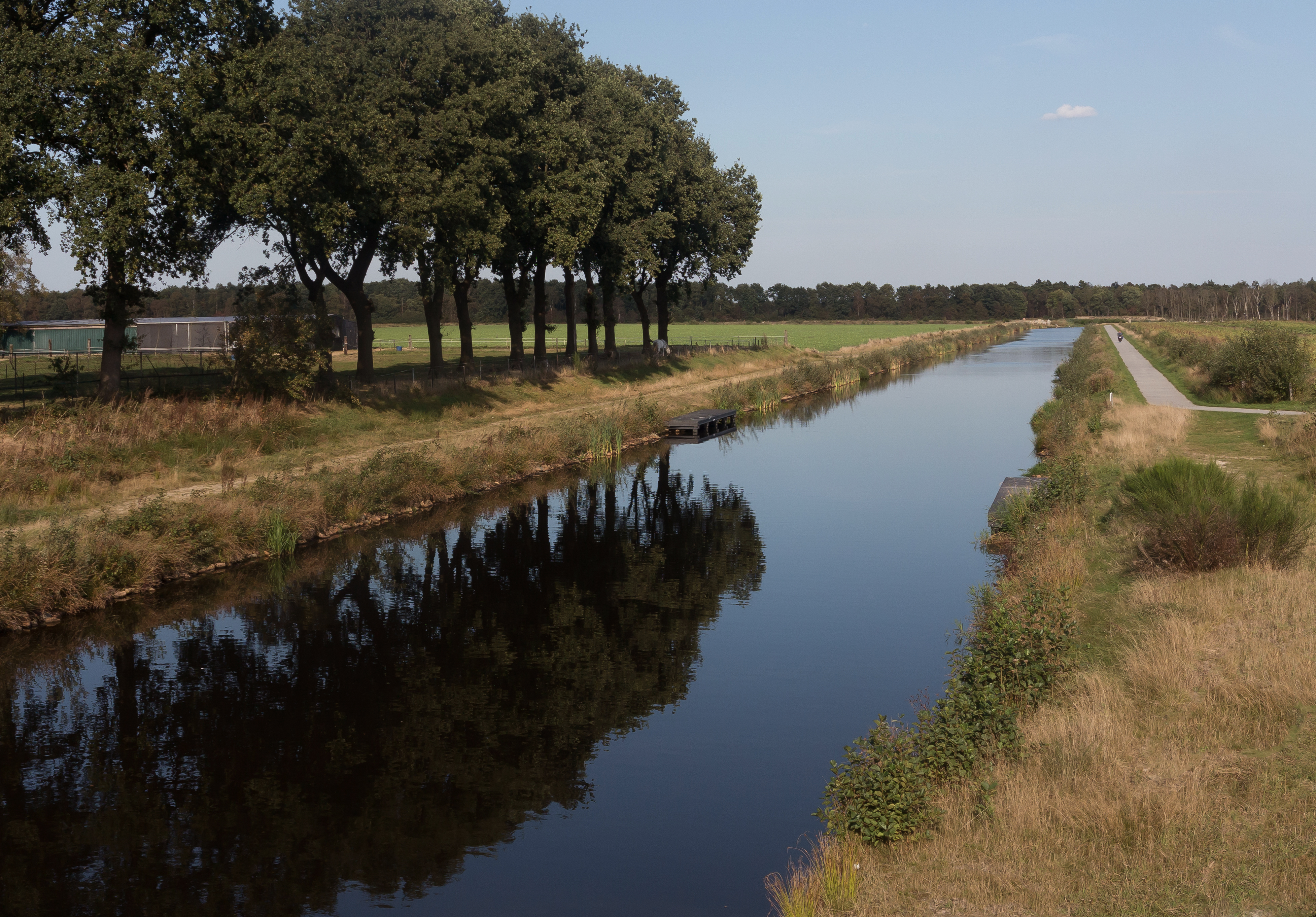
Канал поблизу села
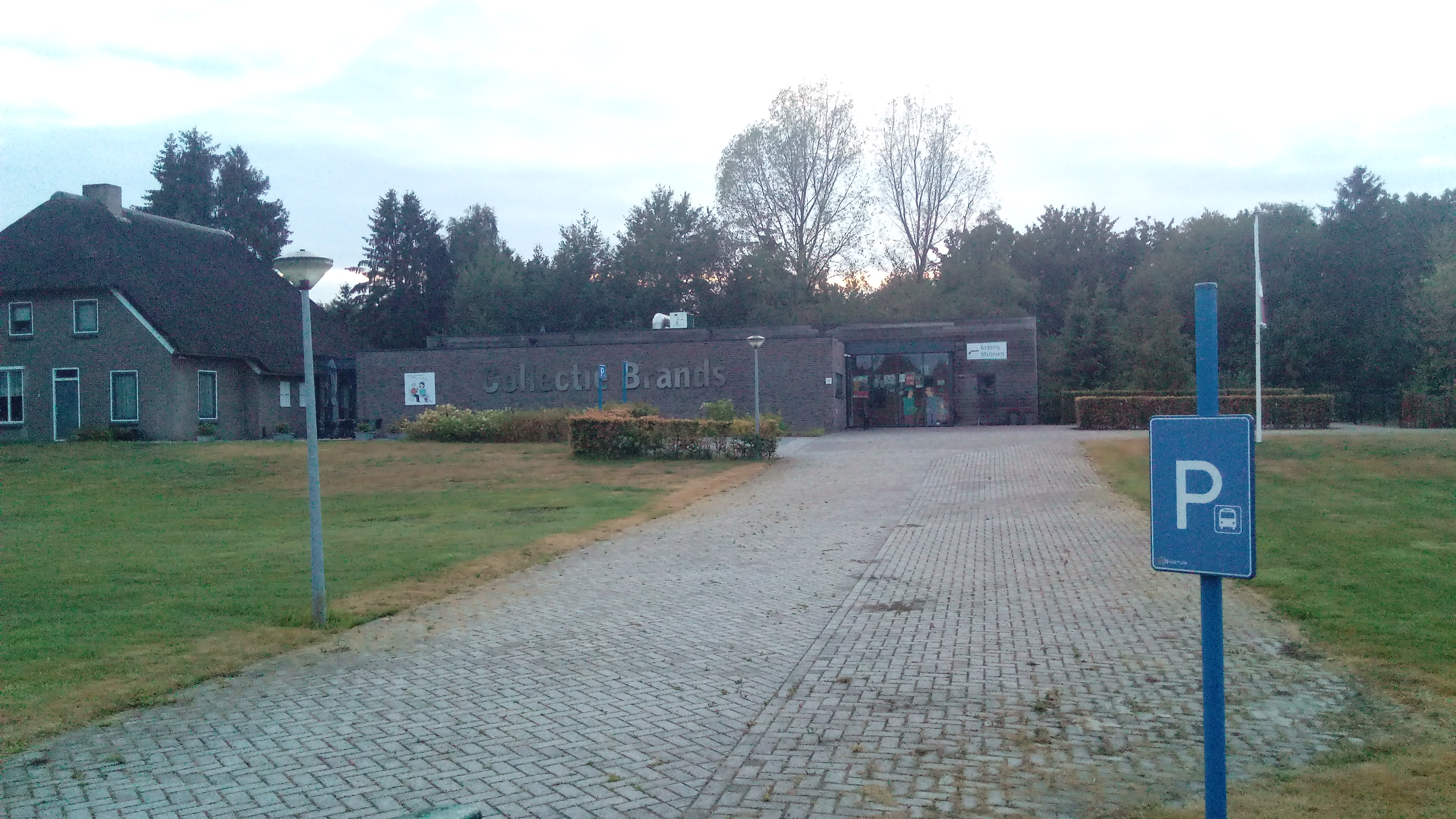
Музей Collectie Brands
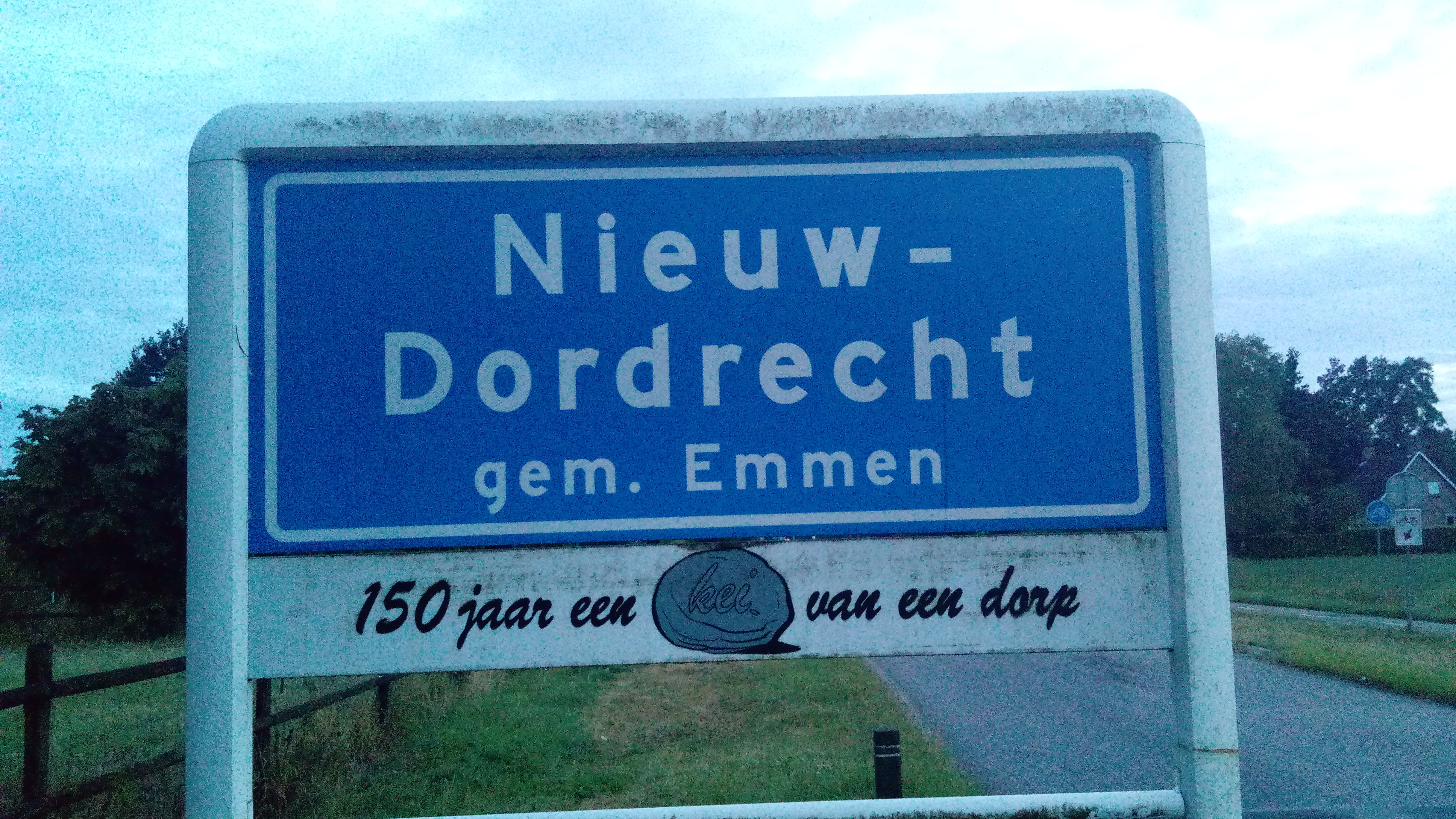
В'їзд до села